# ناميكيون
الناميكيين (باليابانية: ナメック星人 ناميكوسي جين) هو سكان كوكب ناميك الخيالي في قصة رسوم متحركة بعنوان «كرة التنين» «دراغون بول» للمؤلف الياباني أكيرا تورياما.
حجم هذا الكوكب في القصة أكبر من كوكب الأرض ويقطنه الناميكيون (و هم سكانه) الذين يعتبرهم سكان الأرض كآلهة.
سكان ناميك أو الناميكيين خضر البشرة لديهم مجسان صغيران على رأس كل منهم، يستعملونهما في التخاطر العقلي، زعيم الناميكيين هو غورو "Guru".

## من الشخصيات الناميكية المشهورة هناك
- كامي: «إله الأرض» (ما يعتبره سكان الأرض في السلسلة إلاها)
- بيكولو "Piccolo": صديق «غوكو» وعدوه السابق، وهو ابن بيكولو.
- دايماو "Piccolo Daimao": ما يعتبره سكان الأرض «الشيطان»، وهو مجرد شخصية شريرة من كوكب ناميك.

- ديندي (Dende): هو شخص ناميكي صغير السن جاء للأرض كخليفة لكامي بعد أن توفي هذا الأخير.